# B&H Airlines
B&H Airlines var Bosnien och Hercegovinas nationella flygbolag baserat i Sarajevo. Flygbolaget flög både reguljärt och charter. Huvudbasen fanns på Sarajevos internationella flygplats. Verksamheten upphörde i juni 2015.

## Historia
Flygbolaget grundades 1994 som Air Bosna. Flygbolaget gick i konkurs hösten 2003, men startades igen i maj 2004. I juni 2005 startades flygbolaget på nytt under namnet B&H Airlines med två ATR 72-flygplan. I slutet av 2007 bosniska regeringen meddelade att det var att sälja aktier i B&H Airlines.
Flygbolaget upphörde att trafikera år 2015 och de sista reguljära flygningen gick den 11 juni 2015. Flygcertifikatet återkallades den 2 juli 2015. Den totala skulden var över 17 miljoner US-dollar när företaget har avslutat arbete.

## Destinationer
B&H Airlines destinationer i mars 2015:
- Bosnien och Hercegovina: Sarajevo bas
- Bosnien och Hercegovina: Banja Luka

- Schweiz: Zürich

## Flotta

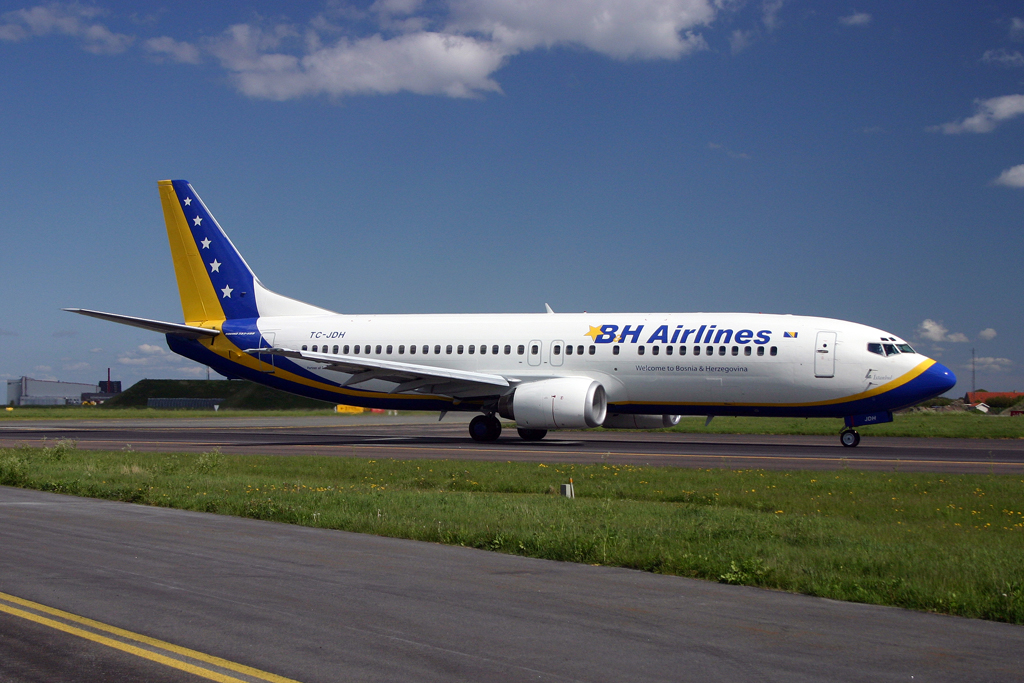
B&H Airlines Boeing 737–400

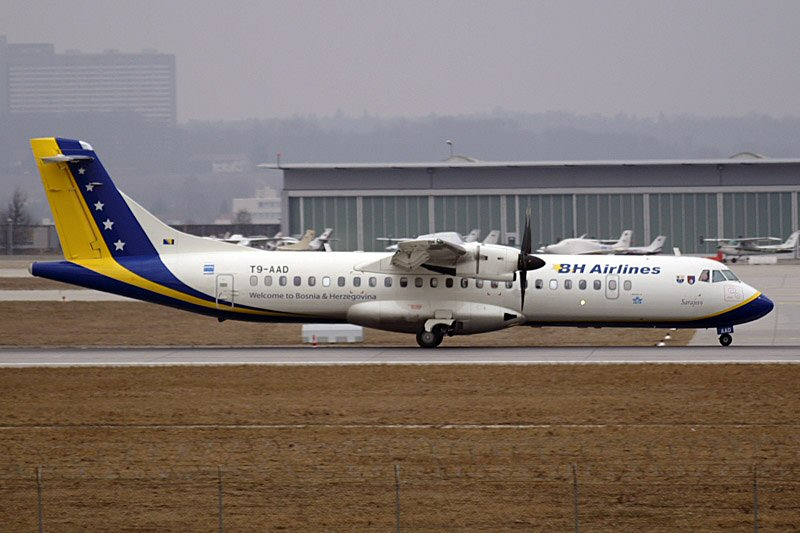
B&H Airlines ATR-72

Vid flygbolagets konkurs bestod flottan av följande flygplan:
Tidigare använde B&H Airlines följande flygplan:
- Airbus A319-100
- ATR 42
- Boeing 737-200
- Boeing 737-400
- CASA C-212 Aviocar
- Fokker 50
- McDonnell Douglas MD-80
- Jakovlev Yak-42